# Prins van de lelies

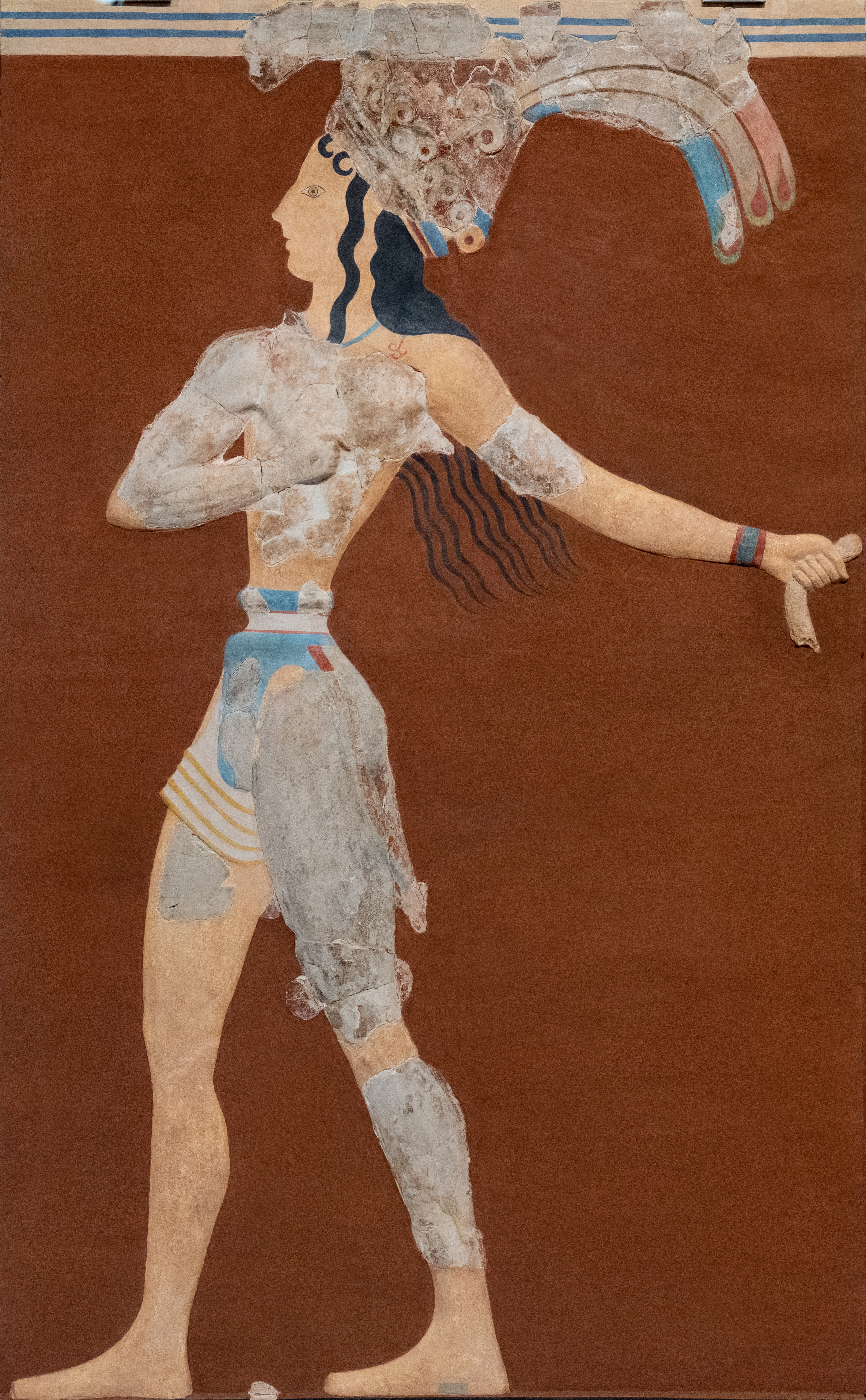
De prins van de lelies, Archeologisch Museum van Iraklion.; circa 1550 v.Chr.

De prins van de lelies is een bekend Minoïsch fresco op Kreta gedateerd circa 1550 v.Chr. (afkomstig uit de nieuwe paleisperiode van 1700-1450 v.Chr.).

## Minoïsche fresco's
In de Minoïsche kunst waren fresco's een belangrijke kunstuiting. Weinig van deze fresco's hebben de tijd echter doorstaan en wat er overgebleven is zijn slechts delen van fresco's. In de Minoïsche tijd werden de muren van de grote zalen en luxueuzere huizen opgeluisterd met fresco's. De techniek was als volgt: als het pleisterwerk nog nat was werd de verf snel aangebracht zodat de kleuren geabsorbeerd werden en daardoor niet vervaagden. De Minoërs hadden de kleuren overgenomen die de Egyptenaren ook in hun kunst gebruikten. Bijvoorbeeld gebruikten de Minoërs een rode kleur voor mannen, een witte voor vrouwen, geel stond voor goud, blauw stond voor zilver en rood stond voor brons. 

## Locatie
Het origineel van deze fresco bevindt zich in het Archeologisch Museum van Iraklion en een kopie bevindt zich in het Paleis van Knossos.
Het fresco stelt een jonge man voor die een wandeling in een tuin maakt. Hij draagt een korte schort, die ten onrechte werd aangebracht door Arthur Evans De jonge man draagt een krans van lelies, een kroon van lelies en pauwenveren. Men vermoedt dat hij een priester-koning van Knossos was. Mogelijk had hij een griffioen of een sfinx aan de leiband die hij vasthield met zijn linkerhand. Zijn huid is wit van kleur wat normaal is voorbehouden aan afbeeldingen van vrouwen.

## De reconstructie
De reconstructie is gemaakt met behulp van drie oude fragmenten van beschilderd gips (de kroon, de romp, het linkerbeen). De rest van het fresco is naar de inzichten van de tijd van de reconstructie ingevuld. Toen Arthur Evans de gipsfragmenten vond in 1901, vermoedde hij dat zij behoorden tot verschillende personages en "dat de romp de romp van een bokser zou kunnen voorstellen".